# Paula Isabel da Silva Moreira
Paula Isabel da Silva Moreira (4 de janeiro de 1975, França) é uma neurocientífica e professora catedrática portuguesa. É reconhecida no campo de investigação da doença de Alzheimer, e, em particular, pelos seus estudos na área da bioenergética.

## Biografia
Em 2003 foi receptora do Prémio de Estímulo à Investigação pela Fundação Calouste Gulbenkian, tendo em 2007, terminado o seu doutoramento em Ciências Biomédicas pela Universidade de Coimbra. Posteriormente foi convidada para o cargo de professora auxiliar na Faculdade de Medicina da Universidade de Coimbra, tendo ainda desenvolvido vários estudos científicos, escrito e publicado mais de 200 artigos científicos e trabalhado como uma das principais investigadoras no Centro de Neurociências e Biologia Celular, em Portugal. Devido ao seu percurso académico e profissional, em 2008 foi distinguida com o Prémio L'Oréal Portugal para as Mulheres na Ciência.
É ainda editora sénior do Journal of Alzheimer's Disease, editora assistente do Journal of Alzheimer's Disease Reports, Frontiers of Aging Neuroscience e Molecular Basis of Disease, e integra o direção editorial da Antioxidants and Redox Signaling and Aging Brain.
Atualmente é distinguida como uma das melhores neurocientíficas portuguesas.

## Investigação Científica
A investigação de Paula Isabel da Silva Moreira centra-se, principalmente, no impacto que as doenças neurodegenerativas têm na função cerebral, com especial ênfase no campo da bioenergética. Os processos fisiológicos que provocam o envelhecimento, o processo patológico da doença de diabetes ou o comportamento das hormonas metabólicas têm também sido estudados pela neurocientista, assim como os importantes fatores de risco que contribuem para a neurodegeneração e a doença de alzheimer.

## Algumas publicações
- ana i. Duarte, paula i. Moreira, catarina R. Oliveira. 2012. “Insulin in Central Nervous System: More than Just a Peripheral Hormone”. J. of Aging Res. 384017, 21 pp. doi:10.1155/2012/384017 en línea
- Paula I. Moreira, C. Carvalho, X. Zhu, M. A. Smith, G. Perry. 2010. Mitochondrial dysfunction is a trigger of Alzheimer’s disease pathophysiology. Biochim Biophys Acta 1802: 2-10
- Paula I. Moreira, X. Zhu, X. Wang, H. G. Lee, A. Nunomura, R. B. Petersen, G. Perry, M. A. Smith.  2010. Mitochondria: a therapeutic target in neurodegeneration. Biochim Biophys Acta. 1802: 212-220
- Paula I. Moreira, Ana I. Duarte, M. S. Santos, A. C. Rego, Catarina R. Oliveira. . 2009. “An integrative view of the role of oxidative stress, mitochondria and insulin in Alzheimer's disease”. J. Alzheimer Dis. 16 ( 4): 741–761
- Paula I. Moreira, P.L.R. Harris, X. Zhu, M. S. Santos, C. R. Oliveira, M. A. Smith, G. Perry. 2007. Lipoicacid and N-acetyl cysteine decrease mitochondrial-related oxidative stress in Alzheimer disease patient fibroblasts. J. Alzheimer Dis. 12: 195-206
- Paula I. Moreira, S. L. Siedlak, X. Wang, M. S. Santos, C. R. Oliveira, M. Tabaton, A. Nunomura, Li Szweda. 2007. Autophagocytosis of mitochondria is prominent in Alzheimer disease. J. Neuropathol. Exp. Neurol. 66: 525-532
- Paula I. Moreira, M. S. Santos, A. M. Moreno, R. Seica, C. R. Oliveira. 2003. Increased vulnerability of brain mitochondria in diabetic (Goto-Kakizaki) rats with aging and amyloid-beta exposure. Diabetes 52: 1449-56
- Paula I. Moreira, A. C. Rego, C. Oliveira. 2002. Effect of amyloid beta-peptide on permeability transition pore: a comparative study. J Neurosci Rês. 69: 257-67
- Paula I. Moreira, Catarina Oliveira. Amyloid beta-peptide promotes permeability transition pore in brain mitochondria. Biosci Rep. 2001;21:789-800
- Q. Liu, M. A. Smith, J. Ávila, J. DeBernardis, M. Kansal, A. Takeda, X. Zhu, A. Nunomura, K. Honda, Paula I. Moreira, C. R. Oliveira, M. S. Santos, S. Shimohama. 2005. Alzheimer-specific epitopes of tau represent lipid peroxidation-induced conformations. Free Radic Biol Med 38: 746-754

Referências
1. 1 2  Hindawi Publ. Co. (3 de dezembro de 2012). «Paula I. Moreira. University of Coimbra, Portugal» (em inglês). Consultado em 12 de julho de 2013. Cópia arquivada em 30 de julho de 2013
2. ↑  Univ. de Coimbra (2011). «Extratos contrato». Consultado em 12 de julho de 2013
3. ↑  UAM.es (2013). «Paula Isabel da Silva Moreira» (PDF) (em inglês). Consultado em 12 de julho de 2013
4. ↑  Freitas, Andrea Cunha. «Mulheres cientistas recebem prémio para estudar demência e Química Verde». PÚBLICO. Consultado em 8 de julho de 2022
5. ↑  «Annual Review & Research in Biology». ScienceDomain (em inglês). Consultado em 12 de julho de 2013
6. ↑  Libon, David J.; Lamar, Melissa; Swenson, Rodney A.; Heilman, Kenneth M. (23 de janeiro de 2020). Vascular Disease, Alzheimer's Disease, and Mild Cognitive Impairment: Advancing an Integrated Approach (em inglês). [S.l.]: Oxford University Press